# Tachaea caridophaga
Tachaea caridophaga är en kräftdjursart som först beskrevs av Riek 1953.  Tachaea caridophaga ingår i släktet Tachaea och familjen Corallanidae. Inga underarter finns listade i Catalogue of Life.